# Vysoká ve Slezsku
Vysoká (deutsch: Waißak) ist eine Gemeinde im Okres Bruntál in der Mährisch-Schlesische Region der Tschechischen Republik mit etwa 300 Einwohnern.

## Geschichte
Die erste schriftliche Erwähnung von Vysoká stammt aus dem Jahr 1267.
Vysoká liegt in der Mikroregion Osoblažsko an der Grenze zu Polen im Zlatohorská-Hochland (Opawskie-Gebirge). Der Osoblaha fließt durch die Region. Das Dorf Pitárne liegt am Zusammenfluss des Osoblaha mit dem Mušlov-Bach.

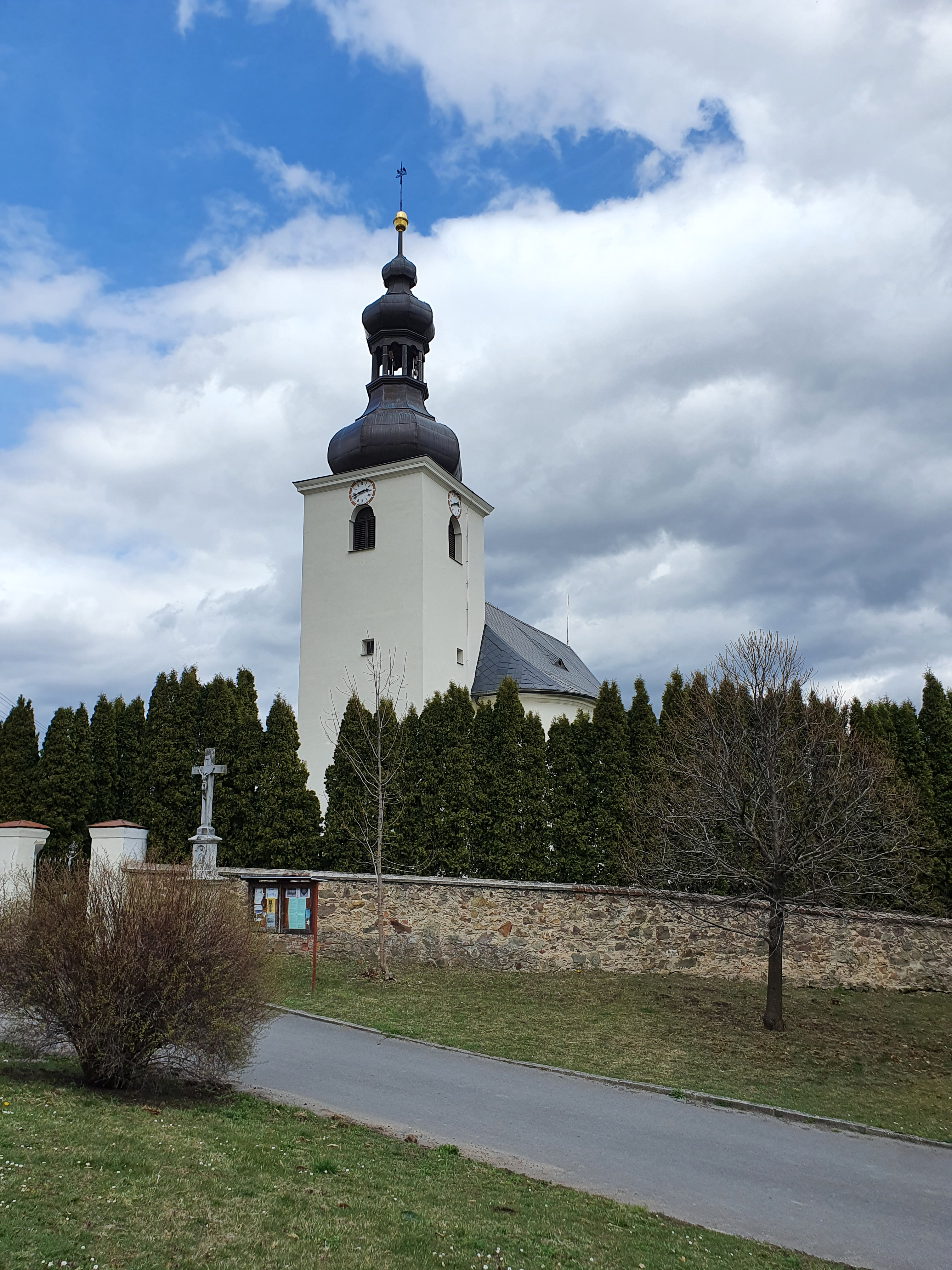
Kirche St. Urban

Die Wahrzeichen von Vysoká sind die Kirche des Hl. Urban aus dem Jahr 1767 und die Kirche der Jungfrau Maria in Pitárné aus dem Jahr 1766.

## Gemeindegliederung
Die Gemeinde Vysoká besteht aus den Ortsteilen Bartultovice (Bartelsdorf), Pitárné (Pittarn) und Vysoká (Waißak).